# Stadion Juliska
Stadion Juliska, Stadion na Julisce – stadion piłkarsko-lekkoatletyczny w Pradze, zainaugurowany 10 lipca 1960. Domowy obiekt Dukli Praga. Pojemność jego trybun wynosi 8150 miejsc. Od 2002 r. European Athletics organizuje na nim Memoriał Josefa Odložila.
W miejscu obecnego stadionu funkcjonowała niegdyś cegielnia, którą jej założyciel nazwał Juliska, na cześć swojej żony Julie Hofmannovéj. Od tego imienia nazwę wzięła ulica, przy której później wybudowano obiekt sportowy (Na Julisce), a następnie sam stadion. W 1975 r. według projektu inż. Cyrila Mandela gruntowanie przebudowano trybunę główną.